# Andronik Kantakuzen
Andronik Kantakuzen (gr. Ανδρόνικος Καντακουζηνός, rum. Andronic lub Andronie Cantacuzino; ur. 1553, zm. 1601) – grecki magnat aktywny w Mołdawii i na Wołoszczyźnie, znany też jako Mihaloğlu Derviş. Jeden z powierników Michała Walecznego, regent Mołdawii.

## Życiorys

### Pochodzenie
Pochodził z rodziny, której korzenie sięgały dynastii rządzących średniowiecznym Bizancjum. Był synem Michała Kantakuzena Şeytanoğlu. Jego ojciec oskarżony o spiskowanie przeciw sułtanowi 3 marca 1578 roku został powieszony na bramie swojego pałacu w Anchialos. 

### Majątek oraz wpływy
Jego majątek został licytowany. Andronik i jego bracia ocaleli (choć przejściowo znaleźli się w niewoli), gdyż ich protektorem był wielki wezyr Sokollu Mehmed Pasza. Już od około roku 1585 Andronik odzyskał część majątku ojca i rozpoczął handel z Republiką Wenecką oraz Mołdawią i Wołoszczyzną. Uzyskał spore wpływy, gdy władcą Mołdawii był Stefan I Głuchy. Był też protektorem kariery władcy wołoskiego Michała Walecznego. Finansował politykę tego władcy, która miała charakter antyturecki. Sukcesy Michała spowodowały, iż Andronik umocnił swoją pozycję na Wołoszczyźnie.  

### Rządy w Mołdawii
W 1600 roku po opanowaniu przez Michała Walecznego Mołdawii został jej regentem. Jego rządy nie trwały długo Mołdawię zajęły siły polskie Jana Zamoyskiego, które wkrótce wkroczyły także na Wołoszczyznę. Już 20 października 1600 Zamoyski pokonał Michała w rozstrzygającej bitwie pod Bukowem. Andronik Kantakuzen został zabity w Stambule, gdy odmówił przyjęcia islamu (październik-listopad 1601). Andronik pozostawił pięcioro dzieci.

## Ród
Kantakuzeni (rum. Cantacuzino) stali się ważnym rodem bojarskim na Wołoszczyznie. Pochodziło z niego wiele znanych osobistości w historii Rumunii: hospodarów Wołoszczyzny i Mołdawii a także: dyplomaci, politycy, pisarze, artyści i naukowcy.